# Wewnętrzna zachodnia obwodnica Radomia
Wewnętrzna zachodnia obwodnica Radomia – droga w Radomiu łącząca bezpośrednio drogę ekspresową S7 oraz drogi krajowe nr 9 i nr 12. Komunikację z ekspresową zachodniej obwodnicą Radomia (S7) zapewniają węzły Radom Północ i Radom Południe. Droga Krajowa nr 9 rozpoczyna się od Ronda Narodowych Sił Zbrojnych (warszawskiego), zaś droga Krajowa nr 12 krzyżuje się z obwodnicą na ronda im. Jana Łaskiego. Trasa pokrywa się ze śladem drogi wojewódzkiej nr 735 - starodroża drogi krajowej nr 7. Poza odcinkiem radomskim biegnie m.in. przez miejscowości Jedlanka, Jedlińsk, Wsola i Wielogóra (od strony północnej), zaś od południa m.in. przez Kosów oraz Młodocin Mniejszy. Na odcinkach podmiejskich trasa ma łączną długość ok. 11 km, zaś na odcinku miejskim ok. 15 km. Jest to najdłuższa z obwodnic wewnętrznych Radomia. Śladem miejskiego odcinka wewnętrznej zachodniej obwodnicy Radomia biegną ulice Kielecka, Stefana Czarnieckiego oraz Warszawska (na odcinku od ronda Narodowych Sił Zbrojnych do granicy miasta).